# Zgornji Kozji Vrh
Zgornji Kozji Vrh je naselje v Občini Radlje ob Dravi. Ustanovljeno je bilo leta 1994 iz dela ozemlja naselja Kozji Vrh. Leta 2015 je imelo 147 prebivalcev.